# Pol López
Pol López   (Barcelona, 1984) és un actor de teatre i cinema català.

## Trajectòria
El 2010 va fundar juntament amb els seus companys de l'Institut del Teatre, Aleix Aguilà, Júlia Barceló i Pau Vinyals, la Companyia Solitària, amb qui ha dirigit les obres Nòmades (2012) i Quietud salvatge (2014), a partir de Terra baixa. També en teatre ha protagonitzat El curiós incident del gos a mitjanit, Esperant Godot de Samuel Beckett, Crim i càstig de Fiódor Dostoievski i Hedda Gabler d'Henrik Ibsen, entre d'altres.
L'any 2022 va protagonitzar la pel·lícula Suro que li va valer el Gaudí al millor protagonista masculí. El 2024 va protagonitzar El misantrop en el paper d'Alceste.